# Campionato italiano femminile di hockey su ghiaccio 2001-2002
Nella stagione 2001-02, il Campionato italiano femminile di hockey su ghiaccio prevedeva la sola serie A.

## Serie A
Furono sei le squadre al via: Agordo Hockey, Eagles Ice Team Bolzano, SHC Fassa Girls, HC Lario Halloween, HC Crocodiles Girls Merano e HC All Stars Piemonte. Un doppio girone di andata e ritorno ha determinato la griglia dei play-off, con semifinali e finale. Le ultime due squadre classificate accedono alla finale 5º/6º posto.

### Classifica finaleRegular Season
| Squadra    | Pt. | Vinte | Vinte Rig. | Perse Rig. | Perse | GF  | GS  |
| ---------- | --- | ----- | ---------- | ---------- | ----- | --- | --- |
| Agordo     | 53  | 16    | 2          | 1          | 1     | 124 | 18  |
| Bolzano    | 53  | 17    | 1          | 0          | 2     | 116 | 20  |
| Fassa      | 33  | 9     | 2          | 2          | 7     | 44  | 55  |
| Halloween¹ | 19  | 4     | 2          | 3          | 10    | 30  | 64  |
| Piemonte   | 15  | 4     | 0          | 3          | 13    | 21  | 72  |
| Merano¹    | 2   | 0     | 2          | 0          | 17    | 15  | 120 |

¹ Halloween e Merano una partita in meno.

### Play-Off

#### Semifinali
Serie giocate al meglio delle tre gare.
```
Gara 1
 - 6 marzo 
2003

Eagles Bolzano - SHC Fassa    0-5²
Agordo Hockey - HC Halloween  4-0
```

```
Gara 2
 - 9 marzo 
2003

HC Halloween - Agordo Hockey  1-6
SHC Fassa - Eagles Bolzano    5-0²
```

² Vittorie 5-0 a tavolino: le Eagles avevano schierato una giocatrice non tesserata in Italia.

#### Finali
Serie giocate al meglio delle tre gare.

##### 5º/6º Posto
```
Gara 1

HC All Stars Piemonte - HC Crocodiles Merano 6-4
```

```
Gara 2

HC Crocodiles Merano - HC All Stars Piemonte 1-3
```

##### 3º/4º Posto
```
Gara 1

Eagles Bolzano - HC Lario Halloween 4-2
```

```
Gara 2

HC Lario Halloween - Eagles Bolzano 1-0
```

```
Gara 3

Eagles Bolzano - HC Lario Halloween 4-1
```

##### 1º/2º Posto
```
Gara 1

Agordo Hockey - SHC Fassa 7-1
```

```
Gara 2

SHC Fassa - Agordo Hockey 3-0
```

L'Agordo Hockey vince per la sesta volta il titolo italiano.